# Kungshöjd

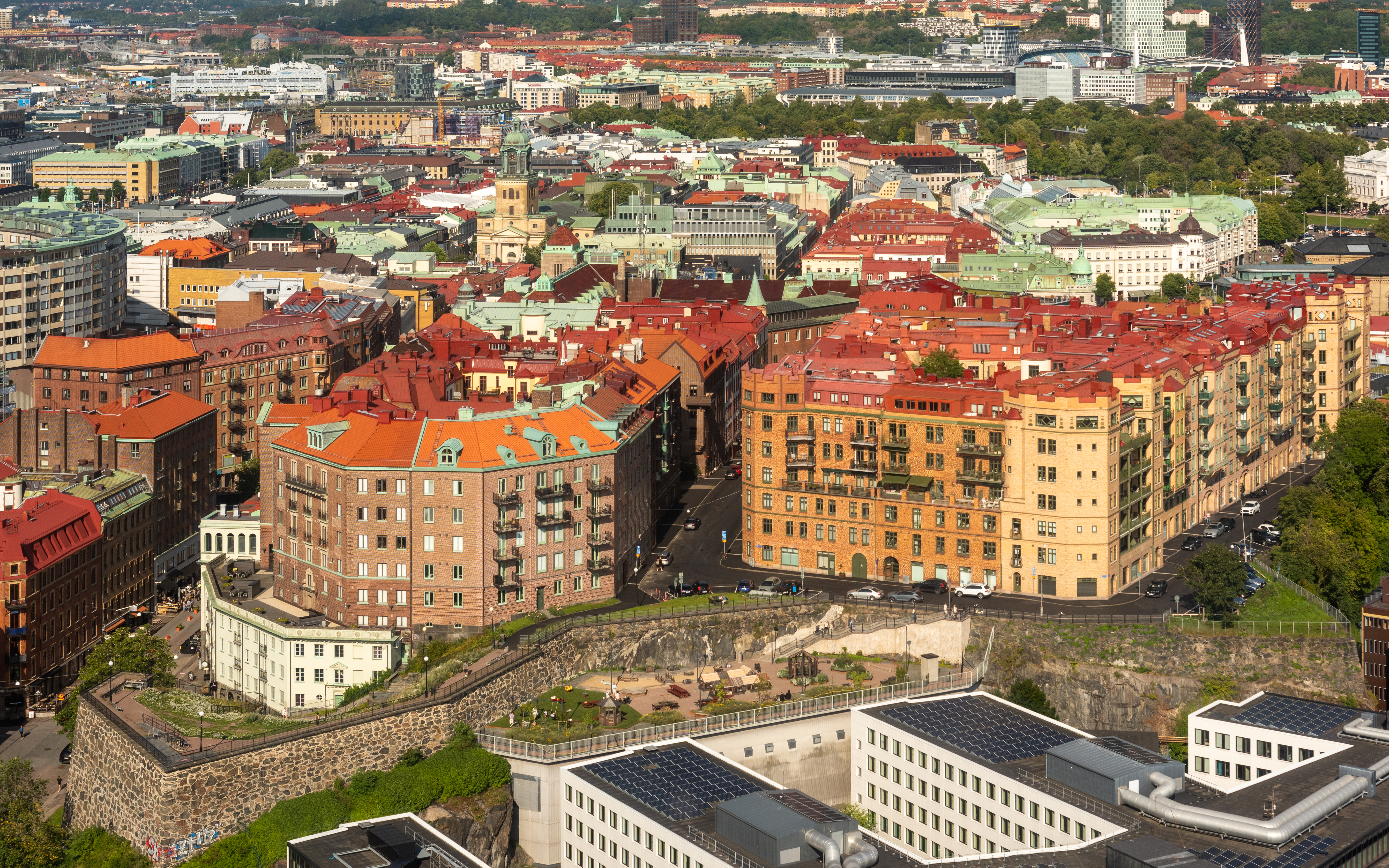
Kungshöjd i juli 2024.

Kungshöjd, före 1904 Lilla Otterhällan, är ett bebyggt berg i stadsdelen Inom Vallgraven i Göteborg. Namnet är efter det bolag som grundades 1895, Kungshöjdens Fastighetsaktiebolag, för de nya husbyggena på platsen. Stora Otterhällan, kallad Otterhällan, är ett bebyggt berg norr om Kungshöjd. 
Kungshöjd består av sex kvarter: 36 Telegrafen (del av); 37 Kasärnen; 40 Rosenlund (del av); 41 Arsenalen; 42 Luntantu och 43 Carolus Rex. Området är cirka 35 000 kvadratmeter stort.

## Området Otterhällan-Kungshöjd

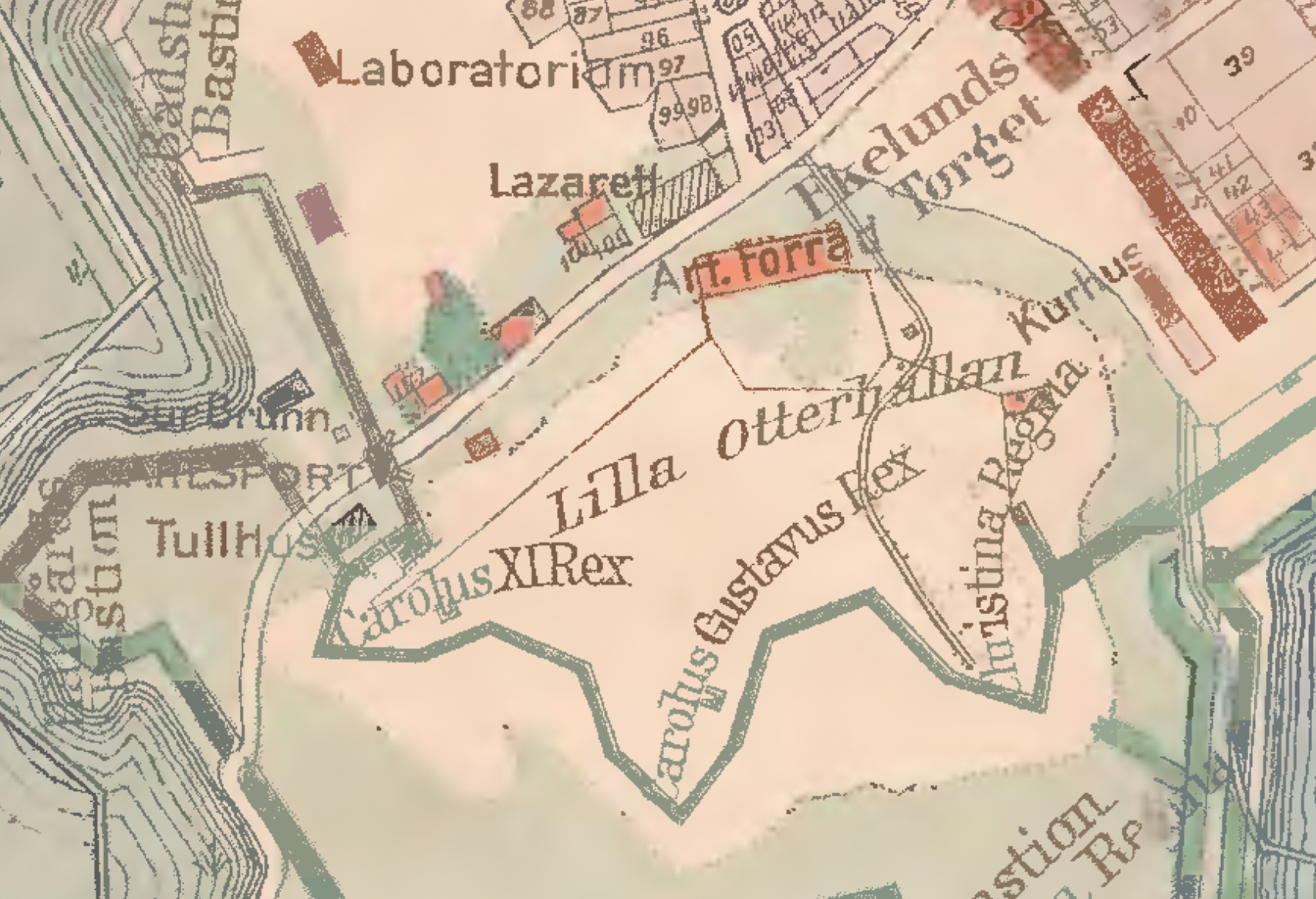
Lilla Otterhällan 1790 med sina befästningsverk, totalt 3 bastioner med kurtinmurar.

Området Otterhällan–Kungshöjd omfattar stadskärnans höjdpartier i sydväst. Det avslutas mot väster och söder av branta bergssidor och in mot centrala stadskärnan utgör Kaserntorget och Ekelundsgatan en gräns. Tvärs igenom området går Kungsgatan, som har sin ursprungliga sträckning från den plats där Karlsporten låg fram till 1800-talets början.
Både Kungshöjd och Otterhällan var länge glest bebyggda, och ända fram på 1820-talet redovisas ingen bebyggelse på berget. De präglas istället av bebyggelse som tillkommit på 1900-talet, men det finns rester av äldre byggnader och anläggningar. Längs Kungshöjd är delar av stadsmurens högverk bevarat. Närmast Kungsgatan reser sig bastionen Carolus XI Rex med sin mäktiga mur ut mot väster och den innehåller också stora bombsäkra rum, så kallade kasematter. I söder skjuter dessutom två bastioner ut från bergssidan, bastionerna Carolus Gustavus Rex och Christina Regina.
Bebyggelsen uppe på Kungshöjd består främst av bostadskvarter från 1900-talets början. De omfattar tegelhus i 5–7 våningar. Byggnaderna på platåns yttre kant är ett väl synligt blickfång mot söder. De är utformade som en befästningsmur och liknar Artillerietablissementet, som tidigare låg här uppe.

### Bilder

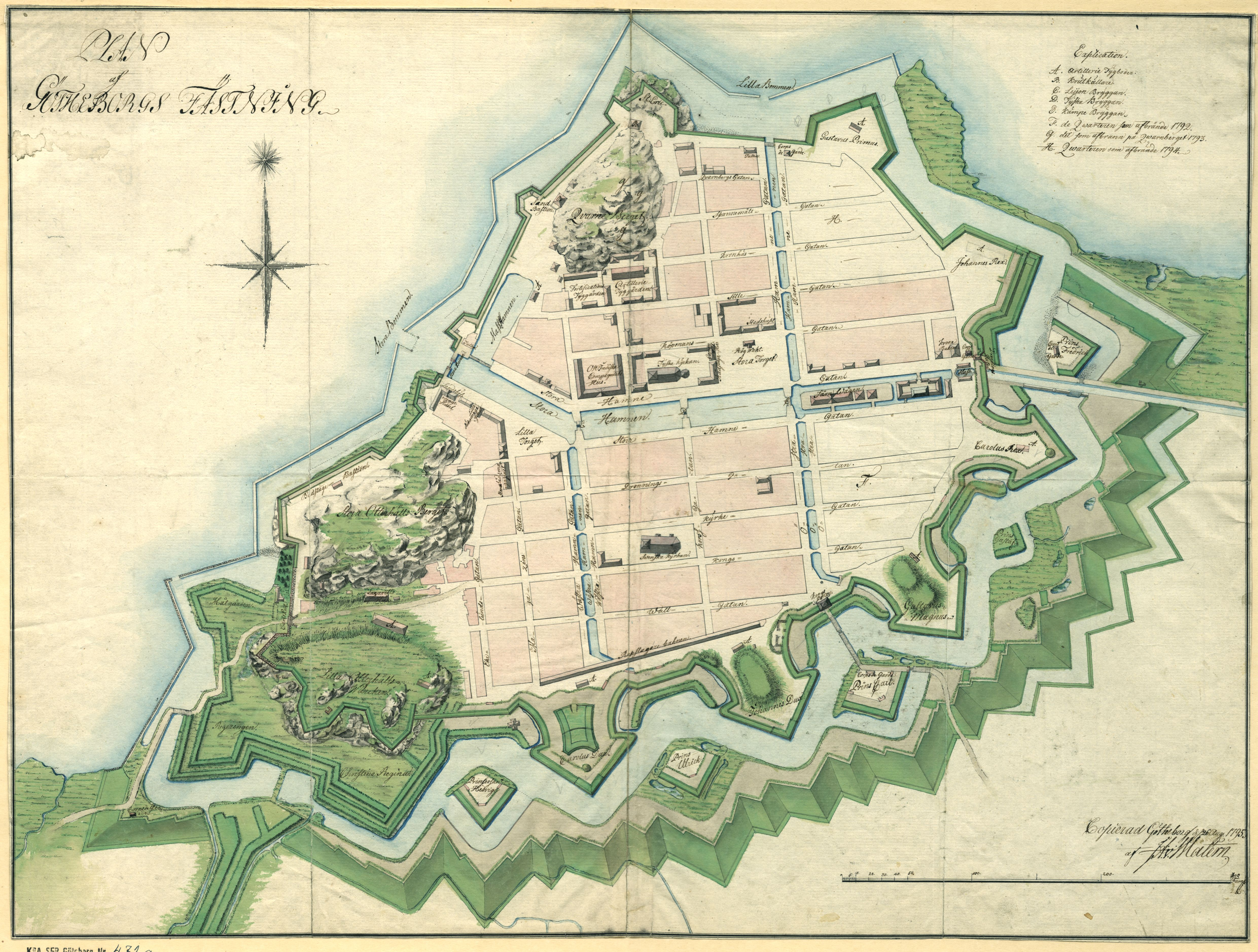
Göteborgs stadsfästning med sina tre berg. Längst i norr ligger Kvarnberget. I väster ligger Otterhällan och i sydväst Kungshöjd. Källa: Karta från 1795 i Krigsarkivet.
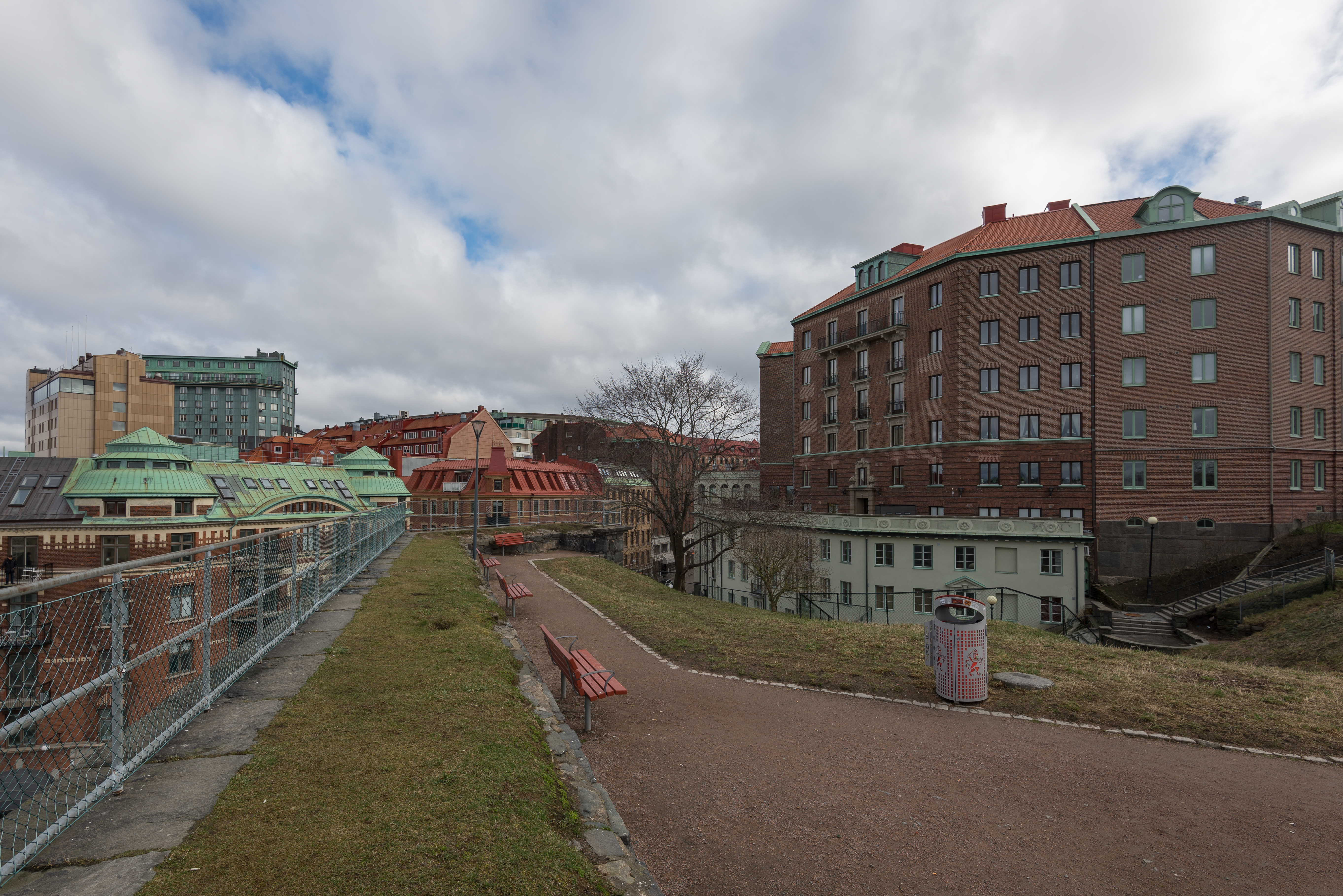
Vy från bastionen Carolus Undecimus (XI) Rex på Kungshöjd mot Otterhällan och höghuset Otterhall i norr.
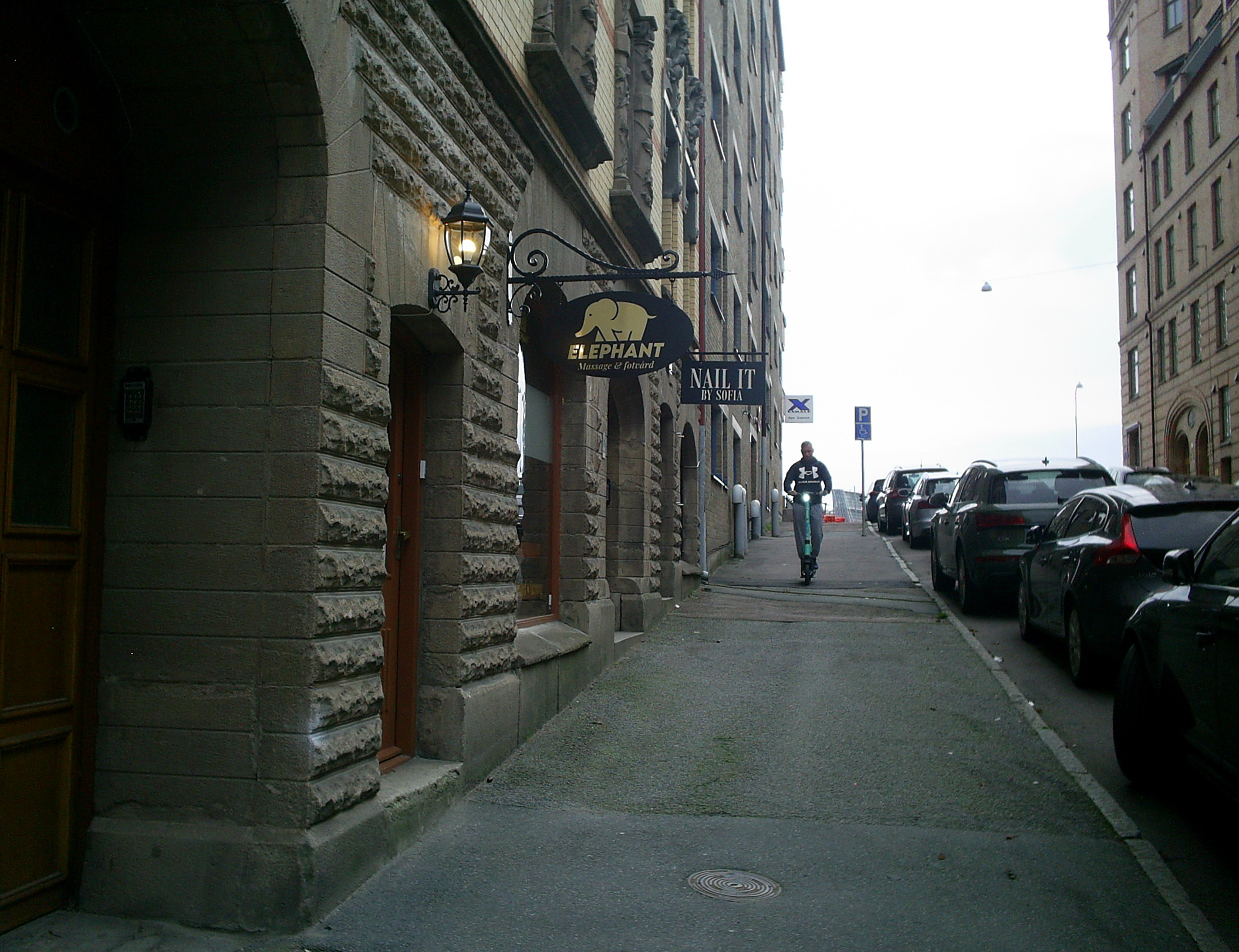
Arsenalsgatan på Kungshöjd, 2021.

## Områdets historik
På den översta delen av Lilla Otterhällan fick Christian Plyss den 6 september 1670 tillstånd att från ett ställe utanför staden, flytta dit en väderkvarn för att användas vid hans välkända karduansberederi. Villkoret var att han måste ta ner väderkvarnen vid krigstider eller när så annars krävdes. Året därpå förbjöds han att mala säd, därför att han därigenom "gjorde skamligt intrång i andras berättigade privilegier".
Kungsgatans sträckning mellan Lilla och Stora Otterhällan kallades under 1700- och 1800-talet för "Hästbacken", efter de hästmarknader som ägde rum där. Vid Kungshöjds nordvästra del ligger Göteborgs bäst bevarade del av den förra stadsmuren. Det var ett högverk som kallades Otterhällsverket med totalt tre bastioner  Carolus Undecimus (XI) Rex, efter Karl XI,  den benämns i dagligt tal Carolus Rex och är belägen i början av Kungsgatan vid Esperantoplatsen, till den kommer bastionerna Carolus Gustavus Rex, efter Karl X Gustav, sydväst om Arsenalsgatan och Christina Regina, efter Drottning Kristina, söder om Kungshöjdsgatan och Arsenalsgatan ner mot Rosenlundsgatan.
Kungshöjdens Fastighetsaktiebolag bildades den 30 mars 1895 med ett aktiekapital utgörande minst 700 000 kronor och högst 1,5 miljoner, på ansökan av bryggaren Rickard Grauers med flera. Kronan sålde till detta bolag den tidigare tyghusbyggnaden, med vissa undantag, för 300 000 kronor. Köpeavtalet upprättades den 2 maj 1895. Flerfamiljshusen i kvarteret 41 Arsenalen på Kungshöjd uppfördes 1904–13 efter ritningar av arkitekterna Hans Hedlund, Eugen Thorburn och Arvid Bjerke med flera. Kvarteret har sitt namn efter den arsenalsbyggnad, som uppfördes på platsen 1853–59 för Göta artilleriregemente. När artilleriregementet 1895 flyttade till Kviberg såldes anläggningen till Kungshöjdens AB varpå byggnaden revs. Under tiden fram till rivningen användes den av olika hantverkare.

## Minnesplatta vid Arsenalsgatan

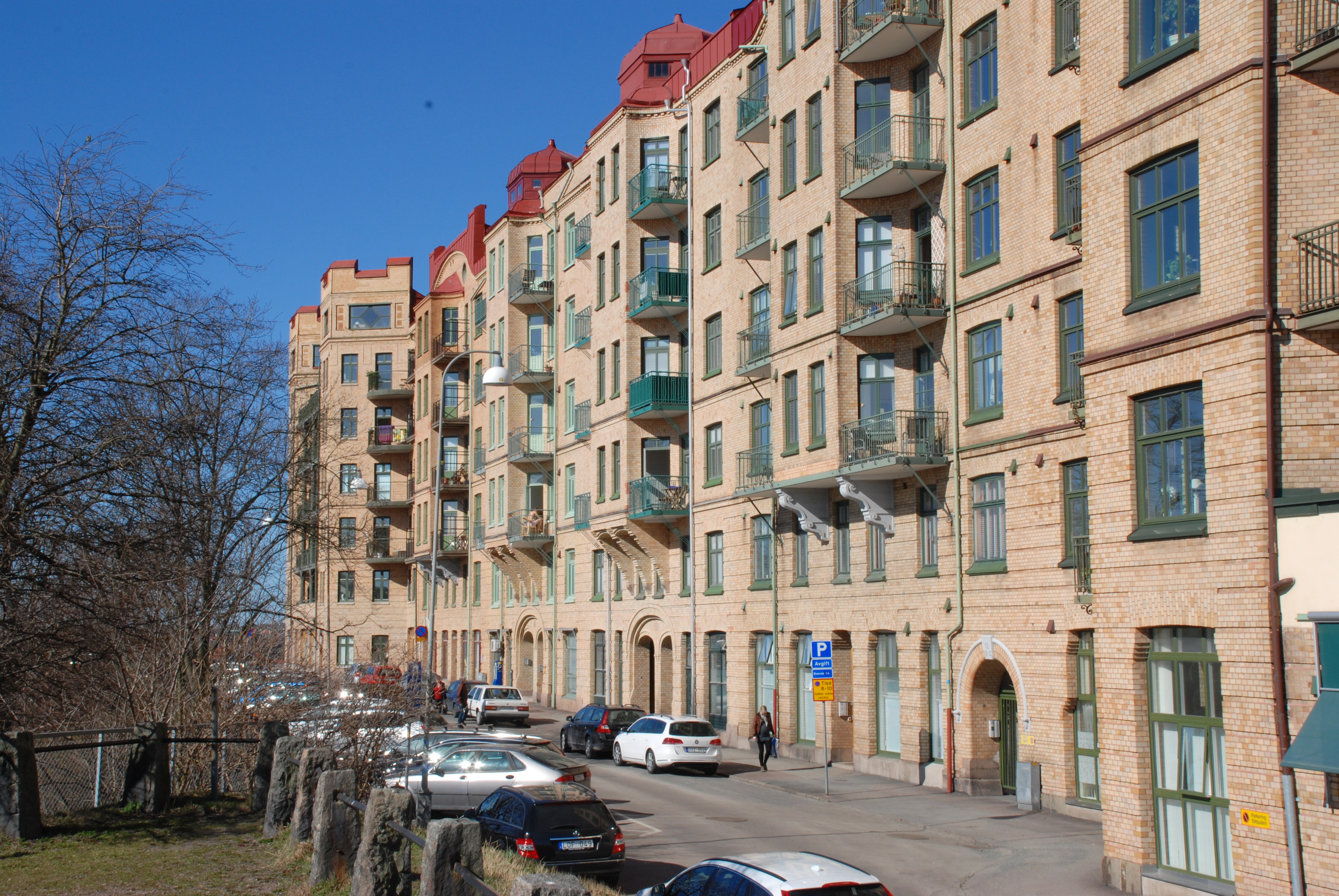
Arsenalsgatan åt väster.

På det sydöstra hörnhuset vid Arsenalsgatan, uppsattes en minnesplatta med en bild av den forna Arsenalsbyggnaden samt två artillerister, den ene iförd en uniform från 1827, den andre i den vid sekelslutet 1800 brukliga uniformsmodellen samt följande inskription:
På en del av det område 
varå stod det här förlagda 
Artilleriregementets 
Arsenalsbyggnad 
är detta hus 
uppfört 
1907